# Wapen van Syrië
Het wapen van Syrië toont een gouden adelaar naar rechts kijkend - geïnspireerd op oude motieven in Palmyra - met drie vijfpuntige sterren in een boog boven zijn hoofd, afkomstig van de Syrische vlag. De vleugels van de adelaar bevatten 14 veren, die de 14 gouvernementen van het land symboliseren. Op 3 juli 2025 werd het staatswapen tijdens een evenement vernieuwd om de visuele identiteit van Syrië te moderniseren.
Sinds de oprichting van de Syrische Republiek op 14 mei 1930 zijn er verschillende wapenschilden gebruikt, die echter qua vorm grotendeels op elkaar lijken. Deze toonden doorgaans een gouden valk met een Arabisch schild op de borst, waarop de officiële vlag staat afgebeeld. Daarnaast staan aan de zijkanten twee korenaren, die vruchtbaarheid en leven symboliseren. In zijn klauwen houdt de valk een lint vast met het opschrift "الجمهورية العربية السورية" (Arabische Republiek Syrië) in het Koefisch schrift.

## Gebruik
Het nationale wapen werd ingevoerd bij de onafhankelijkheid op 17 april 1946 en wordt onder andere gebruikt op officiële documenten en postzegels. Het wapen staat sinds 1950 op de munten van het land, met een onderbreking in de jaren 1958-1961 toen Syrië deel uitmaakte van de Verenigde Arabische Republiek. In deze periode werd een variant van de Saladins Adelaar gebruikt. Het watermerk op Syrische bankbiljetten toont ook het nationale wapen. In de loop van de tijd onderging het echter enkele veranderingen, die meestal het gevolg waren van politieke transities in Syrië, waarbij elke nieuwe regering het wapen licht aanpaste om haar eigen identiteit en ideologie te weerspiegelen.
Na de val van het Assad-regime op 8 december 2024 heeft de nieuw gevormde Syrische interim-regering het wapen veranderd tot een embleem met een nieuw wapenschild, gebaseerd op de vlag die Syrië gebruikte bij de onafhankelijkheid van Frankrijk in 1946; met de Havik van Quraish met een rechtergezicht in plaats van die links kijkende. Dit kortstondige wapen was echter niet officieel en werd nooit genoemd in de interim-grondwet van Syrië van 2025.

Syrische Republiek 1932–1963
Verenigde Arabische Republiek 1958–1961
Syrische Republiek 1963–1972
Federatie van Arabische Republieken 1972–1980
Ba'athistisch Syrië 1980–2024
Wapenvogel van de Syrische overgangsregering 2024-2025
Arabische Republiek Syrië 2025-heden

Afghanistan · Armenië · Azerbeidzjan · Bahrein · Bangladesh · Bhutan · Brunei · Cambodja · China: Volksrepubliek / Republiek (Taiwan) · Cyprus · Filipijnen · Georgië · India · Indonesië · Irak · Iran · Israël · Japan · Jemen · Jordanië · Kazachstan · Kirgizië · Koeweit · Laos · Libanon · Malediven · Maleisië · Mongolië · Myanmar · Nepal · Noord-Korea · Oezbekistan · Oman · Oost-Timor · Pakistan · Palestina · Qatar · Rusland · Saoedi-Arabië · Singapore · Sri Lanka · Syrië · Tadzjikistan · Thailand · Turkmenistan · Turkije · Verenigde Arabische Emiraten · Vietnam · Zuid-Korea

Afhankelijke gebieden: Hongkong · Macau

Betwiste gebieden: Noord-Cyprus